# Вілле Лонг
Вілле Лонг (фін. Ville Lång; народився 14 січня 1985 у м. Лахті, Фінляндія) — фінський бадмінтоніст.
Учасник літніх Олімпійських ігор 2008 в одиночному розряді. У першому раунді переміг Владислава Дружченка з України 2:0 (21:12, 21:19). У другому раунді переміг Raju Rai з США 2:0. У третьому раунді поступився Sony Dwi Kuncoro з Індонезії 0:2.
Чемпіон Фінляндії в одиночному розряді (2005, 2006, 2007, 2008).
Переможець Scottish Open в одиночному розряді (2006). Переможець Le Volant d'Or de Toulouse в одиночному розряді (2006). Переможець Croatian International в одиночному розряді (2008). Переможець Turkiye International в одиночному розряді (2008). Переможець Romanian International в одиночному розряді (2008).